# Spinoso
Spinoso község (comune) Olaszország Basilicata régiójában, Potenza megyében.

## Fekvése
A megye központi részén fekszik, a Pietra del Pertusillo-tó déli partján. Határai: Castelsaraceno, Grumento Nova, Montemurro, San Chirico Raparo, San Martino d’Agri és Sarconi.

## Története
A hagyományok szerint Aineiasz egyik útitársa alapította. Egy másik legenda szerint, négy Nemiből származó zsidó testvérnek sikerült meggyőznie Tempagnata lakosait, hogy meneküljenek el a közelgő szaracénok elől és alapítsanak egy új várost egy jobban védhető dombtetőn. A történelmi adatok szerint valószínűleg a szaracénok elől menekülő grumentói lakosok alapították a 9. században. 

## Népessége
A népesség számának alakulása:

## Főbb látnivalói
- Palazzo Delfino
- Santa Maria Assunta-templom
- San Michele-templom